# 郭獻卿
郭獻卿（?—?），北宋太原府（今山西省太原）人，宋仁宗的驸马。赠司徒郭崇仁曾孙。

## 生平
元丰五年（1082年）三月初五日，宋神宗以郭獻卿为左领军卫大将军，娶宋仁宗之女寶壽公主。元丰五年（1082年）十二月乙亥，宋神宗以左领军大将军、驸马都尉郭獻卿为开州团练使。元祐七年（1092年）三月辛丑，驸马都尉郭献卿为明州观察使。元符元年（1098年）七月戊辰，宋哲宗将前明州观察使、驸马都尉郭献卿，特起复如故。驸马都尉郭献卿特赠昭信军节度使、武泰军节度使。